# NGC 4235

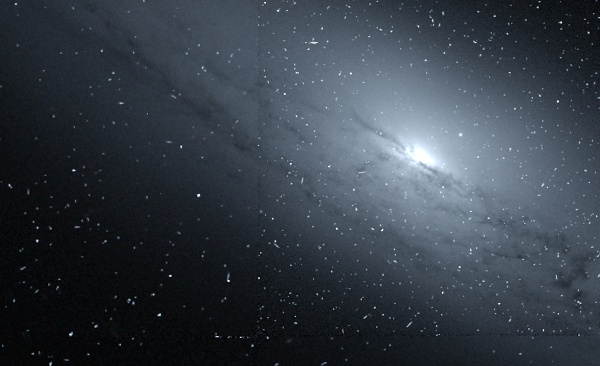
NGC 4235 par le télescope spatial Hubble.

NGC 4235 est une galaxie spirale située dans la constellation de la Vierge. NGC 4235 a été découverte par l'astronome germano-britannique William Herschel en 1784. Cette galaxie a aussi été observée par l'astronome allemand Arnold Schwassmann le 30 octobre 1899 et elle a été inscrite à l'Index Catalogue sous la cote IC 3098.

## Caractéristiques
La classe de luminosité de NGC 4235 est I et elle présente une large raie HI.

### Distance
Sa vitesse par rapport au fond diffus cosmologique est de 2 608 ± 25 km/s, ce qui correspond à une distance de Hubble de 38,46 ± 2,72 Mpc (∼125 millions d'al).
À ce jour, six mesures non basées sur le décalage vers le rouge (redshift) donnent une distance de 22,083 ± 6,577 Mpc (∼72 millions d'al), ce qui est à l'extérieur des valeurs de la distance de Hubble. Cependant, cette galaxie est relativement rapprochée du Groupe local. On obtient souvent des distances assez différentes pour les galaxies rapprochées en se basant sur le décalage en raison du mouvement propre de ces galaxies dans le groupe où l'amas où elles sont situées. Notons que c'est avec la valeur moyenne des mesures indépendantes, lorsqu'elles existent, que la base de données NASA/IPAC calcule le diamètre d'une galaxie.

### Galaxie de Seyfert
NGC 4235 une galaxie active de type Seyfert 1.2.

## Trou noir supermassif
Selon un article basé sur les mesures de luminosité de la bande K de l'infrarouge proche du bulbe de NGC 4235, on obtient une valeur de 107,4 {\displaystyle M_{\odot }} (25 millions de masses solaires) pour le trou noir supermassif qui s'y trouve.
Selon les auteurs d'un article publié en 2012, la connaissance de la masse d'un trou noir central et du taux d'accrétion par celui-ci permet d'estimer le taux de formation d'étoiles dans la région centrale des galaxies de type Seyfert. Ce taux pour NGC 4235 serait à l'intérieur et à l'extérieur d'un rayon de 1 kpc respectivement de 0,065 {\displaystyle M_{\odot }}/an  et de 0,14 {\displaystyle M_{\odot }}/an
.

## Groupe de NGC 4235, de M60 et l'amas de la Vierge
Selon A.M. Garcia, NGC 4235 est une des galaxies du groupe de galaxies qui porte son nom. Le groupe de NGC 4235 comprend au moins 29 membres, dont 18 apparaissent au New General Catalogue et 4 à l'Index Catalogue.
D'autre part, la galaxie NGC 4235 apparait aussi dans une liste de 227 galaxies d'un article publié par Abraham Mahtessian en 1998. Cette liste comporte plus de 200 galaxies du New General Catalogue et une quinzaine de galaxies de l'Index Catalogue. On retrouve dans cette liste 11 galaxies du Catalogue de Messier, soit M49, M58, M60, M61, M84, M85, M87, M88, M91, M99 et M100.
Toutes les galaxies de la liste de Mahtessian ne constituent pas réellement un groupe de galaxies. Ce sont plutôt plusieurs groupes de galaxies qui font tous partie d'un amas galactique, l'amas de la Vierge. Pour éviter la confusion avec l'amas de la Vierge, on peut donner le nom de groupe de M60 à cet ensemble de galaxies, car c'est l'une des plus brillantes de la liste. L'amas de la Vierge est en effet beaucoup plus vaste et compterait environ 1300 galaxies, et possiblement plus de 2000, situées au cœur du superamas de la Vierge, dont fait partie le Groupe local,.
De nombreuses galaxies de la liste de Mahtessian se retrouvent dans onze groupes décrits dans l'article d'A.M. Garcia, soit le groupe de NGC 4123 (7 galaxies), le groupe de NGC 4261 (13 galaxies), le groupe de NGC 4235 (29 galaxies), le groupe de M88 (13 galaxies, M88 = NGC 4501), le groupe de NGC 4461 (9 galaxies), le groupe de M61 (32 galaxies, M61 = NGC 4303), le groupe de NGC 4442 (13 galaxies), le groupe de M87 (96 galaxies, M87 = NGC 4486), le groupe de M49 (127 galaxies, M49 = NGC 4472), le groupe de NGC 4535 (14 galaxies) et le groupe de NGC 4753 (15 galaxies). Ces onze groupes font partie de l'amas de la Vierge et ils renferment 396 galaxies. Certaines galaxies de la liste de Mahtessian ne figurent cependant dans aucun des groupes de Garcia et vice versa.